# دیگو گارزیتو
دیگو گارزیتو (انگلیسی: Diego Garzitto؛ زادهٔ ۱۹ ژانویهٔ ۱۹۵۰) بازیکن سابق و مربی فوتبال اهل فرانسه است.
از باشگاه‌هایی که در آن بازی کرده‌است می‌توان به باشگاه فوتبال آژاکسیو اشاره کرد.